# Estrela Vermelha (Beira)
El Estrela Vermelha es un equipo de fútbol de Mozambique que milita en la Moçambola 3, la tercera liga de fútbol más importante del país.

## Historia
Fue fundado en el año 1979 en la ciudad de Beira y nunca han sido campeones de la Moçambola ni de la Taça de Mozambique. Es uno de los equipos más populares de Beira junto al Ferroviário da Beira.
El club ascendido la primera vez a la primera división en la Moçambola de 2012.